# Уотертаун (тауншип, Миннесота)
Уотертаун (англ. Watertown) — тауншип в округе Карвер, Миннесота, США. На 2000 год его население составило 1432 человека.

## География
По данным Бюро переписи населения США площадь тауншипа составляет 89,3 км², из которых 84,3 км² занимает суша, а 5,0 км² — вода (5,62 %).

## Демография
По данным переписи населения 2000 года здесь находились 1432 человека, 478 домохозяйств и 393 семьи.  Плотность населения —  17,0 чел./км².  На территории тауншипа расположено 485 построек со средней плотностью 5,8 построек на один квадратный километр. Расовый состав населения: 98,88 % белых, 0,28 % афроамериканцев, 0,21 % коренных американцев, 0,56 % азиатов и 0,07 % приходится на две или более других рас. Испанцы или латиноамериканцы любой расы составляли 0,56 % от популяции тауншипа.
Из 478 домохозяйств в 38,9 % воспитывались дети до 18 лет, в 74,1 % проживали супружеские пары, в 3,8 % проживали незамужние женщины и в 17,6 % домохозяйств проживали несемейные люди. 14,2 % домохозяйств состояли из одного человека, при том 4,4 % из — одиноких пожилых людей старше 65 лет. Средний размер домохозяйства — 2,88, а семьи — 3,22 человека.
27,1 % населения младше 18 лет, 7,1 % в возрасте от 18 до 24 лет, 29,3 % от 25 до 44, 27,7 % от 45 до 64 и 8,9 % старше 65 лет. Средний возраст — 38 лет. На каждые 100 женщин приходилось 101,7 мужчин.  На каждые 100 женщин старше 18 приходилось 103,5 мужчин.
Средний годовой доход домохозяйства составлял 61 083 доллара, а средний годовой доход семьи —  67 679 долларов. Средний доход мужчин —  42 250  долларов, в то время как у женщин — 30 724. Доход на душу населения составил 24 005 долларов. За чертой бедности находились 3,4 % семей и 6,2 % всего населения тауншипа, из которых 4,1 % младше 18 и 13,8 % старше 65 лет.